# What you see is what you get
 (décembre 2013).
Si vous disposez d'ouvrages ou d'articles de référence ou si vous connaissez des sites web de qualité traitant du thème abordé ici, merci de compléter l'article en donnant les références utiles à sa vérifiabilité et en les liant à la section « Notes et références ».
WYSIWYG (prononcé /wɪ.zi.wig/ ou /wi.si.wig/) est l'acronyme de la locution anglaise « What You See Is What You Get », signifiant littéralement en français « ce que vous voyez est ce que vous obtenez ». Les termes WYSIWYG, tel écran, tel écrit ou simplement tel-tel désignent en informatique une interface utilisateur qui permet de composer visuellement le résultat voulu, par exemple pour un logiciel de mise en page, un traitement de texte ou d’image. C'est une interface « intuitive » : l’utilisateur voit directement à l’écran à quoi ressemblera le résultat final.

## Définition
Un logiciel WYSIWYG est un logiciel qui dispose d'une interface graphique qui permet à l'utilisateur de voir son document tel qu'il sera publié. Ces logiciels donnent de plus un accès intuitif aux fonctionnalités et permettent de cette manière de réaliser la mise en forme du document sans avoir à mémoriser et à utiliser des commandes complexes.
Le rendu visuel à l'écran est adapté au support privilégié, par exemple les logiciels de traitements de texte affichent le texte tel qu’imprimé sur une feuille A4. Les logiciels proposent parfois plusieurs modes WYSIWYG, plus ou moins proches de la réalité : un mode « aperçu », très fidèle et d'autres modes affichant des informations supplémentaires comme les marges ou les caractères non imprimables.

## Historique
Avant l'invention et la généralisation des logiciels WYSIWYG, les éditeurs de textes utilisaient une police d'écran standard. L'utilisateur devait utiliser des caractères non imprimables pour formater le texte : mise en gras, en italique ou modification de la taille des caractères. Chaque programme disposait de ses propres commandes de balisage, et il était donc difficile de passer d'un logiciel à un autre.
Bravo (en), conçu en 1974 par Butler Lampson et Charles Simonyi, est considéré comme le premier logiciel utilisant le WYSIWYG. De plus, l'écran "Alto" pour lequel ce logiciel avait été conçu pouvait afficher une page entière. On obtenait ainsi un visuel sur ordinateur proche de la version finale sur papier.
Bravo n'a jamais été commercialisé, mais le logiciel inclus dans le Xerox Star peut être vu comme un de ses descendants directs[réf. nécessaire].
Le premier logiciel WYSIWYG commercialisé est le logiciel de présentation Bruno (en), créé en 1978 par Hewlett Packard. Ce logiciel fonctionnait sous HP 1000, puis fut porté sur HP2640 et puis HP-3000 renommé HP Draw.
En 1981, le logiciel WordStar développé par MicroPro disposait d'une fonction WYSIWYG. Néanmoins, la majorité des ordinateurs de l'époque ne disposaient pas de la puissance de calcul nécessaire pour utiliser cette fonction. Elle resta donc limitée à une utilisation professionnelle.
Cette situation changea à partir du milieu des années 1980. L'amélioration de la technologie permit une utilisation plus commune des logiciels WYSIWYG, comme LisaWrite (en) pour l'Apple Lisa, distribué en 1983 et MacWrite pour l'Apple Macintosh, distribué en 1984.
Le Macintosh d'Apple était à l'origine conçu pour la mise à l’échelle entre l'écran et l'imprimante ImageWriter (en) : l'écran a une résolution de 72 pixels par pouce et l'imprimante, elle, dispose d'une résolution de 144 ppp. Ainsi, une image imprimée est de la même taille que l'image affichée sur l'écran, mais à une résolution supérieure. Et comme l'ImageWriter était le seul modèle d'imprimante physiquement compatible avec le Macintosh, ce système était particulièrement efficace.
Par la suite, lorsque les Macs utilisant des écrans externes furent disponibles, ces derniers disposaient également d'une résolution de 72 ppp. Ces résolutions étaient donc différentes des résolutions au standard VGA utilisées par les PC, un écran 16″ pour PC dispose d'une définition de 800×600 là ou un écran pour Mac aura, lui, une définition de 832×624. Néanmoins, l'arrivée d'imprimantes d'autres constructeurs, n'ayant pas une résolution multiple de 72 ppp, rendit un vrai WYSIWYG plus difficile à obtenir.
Le monde UNIX a longtemps souffert de l'absence d'éditeurs de textes WYSIWYG, notamment multilingues, même en adoptant largement l'éditeur de textes LaTeX. En 1996, MtScript, le premier éditeur de textes multilingues WYSIWYG sous UNIX, supportant plus de 20 langues, a été diffusé par ses développeurs Malek Boualem, Stéphane Harié et Jean Véronis, chercheurs au CNRS à Aix-en-Provence. Sa diffusion et son utilisation dans plus de 32 pays ont permis à ses auteurs d'obtenir le prix du CNRS/ANVIE de la valorisation de la recherche scientifique.

## Utilisation

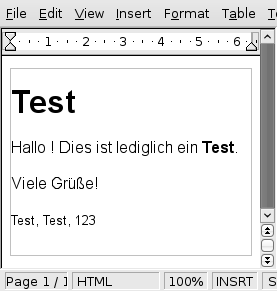
Éditeur de texte par WYSIWYG.

Les premiers logiciels WYSIWYG étaient principalement des traitements de texte. À l’époque où les interfaces étaient en mode texte (imprimante puis écran en mode ligne), les lettres s’affichaient invariables avec la même police, le rendu du texte (gras, italique…) était signalé par des couleurs du texte différentes, soit par des balisages spécifiques. L’arrivée des interfaces graphiques et la généralisation des polices communes aux imprimantes et aux systèmes d'exploitation ont permis aux traitements de texte d’évoluer vers le « WYSIWYG ». Ces traitements de texte gèrent les styles pour représenter à l’écran le texte réellement en italique ou en caractères gras. Néanmoins les logiciels qui séparent le fond de la forme (LaTeX, MediaWiki) restent utilisés pour certains besoins spécifiques. En effet, les logiciels  « WYSIWYG » sont souvent difficiles à utiliser pour réaliser des mises en pages précises et complexes (typographie fine, équations, langues non latines). De plus, la restriction au visuel peut être source d'erreurs, car on peut avoir une apparence correcte alors que la structure n'est pas correctement indiquée (par exemple une police plus grande et en gras sur une ligne de texte courant là où une indication de titre aurait été le choix approprié).
Les logiciels WYSIWYG sont généralement mal adaptés aux mal-voyants car le visuel est privilégié par rapport au contenu.
Une autre évolution fut réalisée avec les logiciels de dessin. Auparavant, les résolutions horizontales et verticales des écrans et des imprimantes étaient différentes et, par exemple, ce qui apparaissait à l'écran comme un cercle pouvait s'imprimer comme une ellipse. Avec un logiciel WYSIWYG, la forme à l’écran correspond à la forme imprimée.
Enfin ont succédé aux écrans bichromes (verts - parfois blancs ou orange - sur fond noir) l’utilisation conjointe d’écrans RGB, de scanners et imprimantes couleurs ce qui a permis le développement de l'infographie.
Les systèmes utilisés pour l'affichage des couleurs (à l'écran) et leur impression (sur papier) ne permettent pas pour autant la parfaite similitude entre la visualisation et le rendu. Ces limitations ont rendu les normes de codage de couleurs d'autant plus importantes.
Certains moteurs de jeux sont aussi des logiciels "WYSIWYG", comme le moteur graphique Unity qui permet aux développeurs, via son interface, de créer la scène 3D et d'y ajouter du contenu. Cette scène, une fois finie, sera la scène vue par les utilisateurs finaux.
Durant la guerre des navigateurs, tous les développeurs de navigateurs internet développaient leur propre WYSIWYG de site web. Par exemple, Microsoft développait Microsoft FrontPage, pour son navigateur Microsoft Internet Explorer (maintenant Microsoft Office Sharepoint Designer) ou Mozilla, pour son navigateur Firefox, développait plusieurs WYSIWYG : KompoZer et WebIDE.

## Limites d'utilisation
Les logiciels WYSIWYG permettent d'obtenir très facilement des représentations visuelles de l'information. Il est ainsi facile d'organiser différentes informations en utilisant des codes implicites, comme un code couleur par exemple. Néanmoins, cette pratique n'est pas sans conséquence. Les codes implicites ne sont pas nécessairement intelligibles pour tous les utilisateurs, surtout s'il n'y a pas de légende associée. De plus, ce code est également implicite pour la machine, rendant le traitement automatique de l'information très difficile, quand il n'est pas tout simplement impossible.[réf. nécessaire]
De plus, les documents écrits avec des logiciels WYSIWYG sont très sensibles aux changements de format. D'une part, une mise en forme donnée peut rendre très différemment selon le support, entre un document imprimé sur papier et affiché sur un site web ou un appareil mobile, par exemple. Il est donc nécessaire dans ce cas de refaire toute la mise en forme pour chaque support différent.[réf. nécessaire]
Les logiciels WYSIWYM (pour What you see is what you mean) sont une réponse possible à ces limites, malgré leur utilisation plus complexe pour l'utilisateur.

## Terminologie
Il existe une traduction française mais qui reste peu usitée : « pétale », pour « présentation à l'écrit telle qu'à l'écran »[réf. nécessaire]. Elle n'a cependant été officialisée par aucune institution. L’Office québécois de la langue française, quant à lui, a proposé l’adjectif invariable « tel-tel », qui désigne « tout logiciel ou matériel qui permet un affichage à l’écran correspondant le plus fidèlement possible à l’impression sur papier obtenue ultérieurement ». Une autre traduction avait cours dans les années 1980, « telecr » pour tel écran, tel écrit[réf. nécessaire].

## Autre utilisation

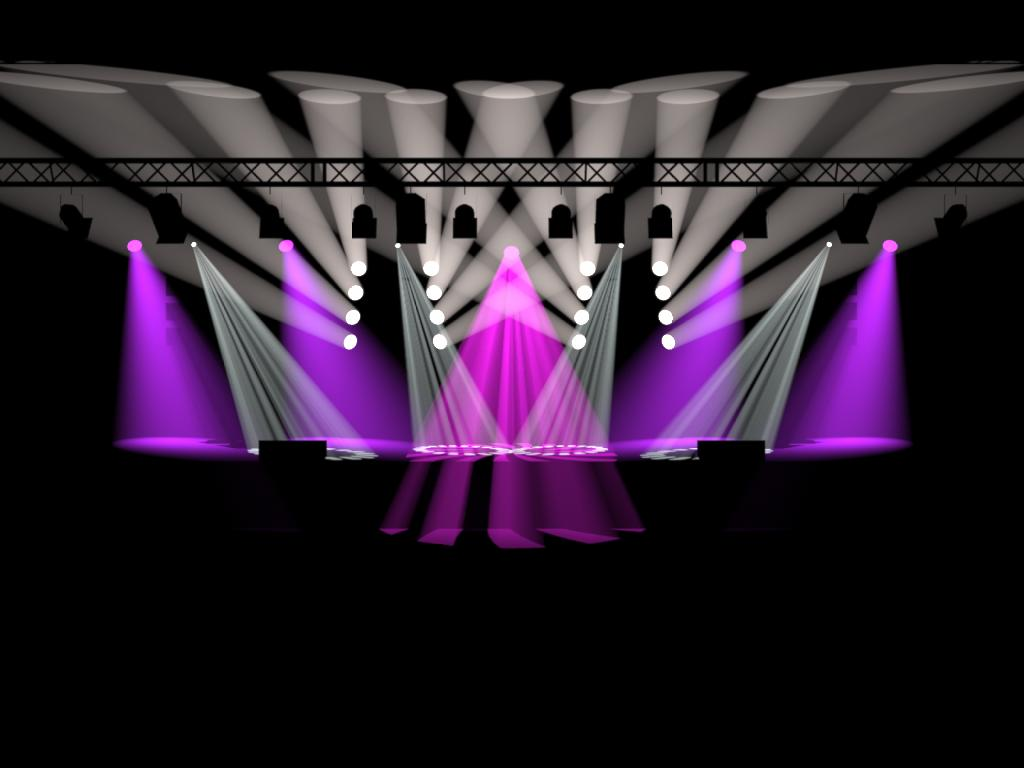
Rendu par le logiciel.

L’utilisation du terme WYSIWYG est également passée dans le domaine des jeux de figurines pour désigner un soldat dont la figurine représente avec exactitude les dotations en termes de règles.
L'expression « What you see is what you get » est également une phrase célèbre du Flip Wilson Show (en), une émission de variétés des années 1970 diffusée aux États-Unis.